# Bukowie Dolne
Bukowie Dolne – wieś w Polsce położona w województwie łódzkim, w powiecie bełchatowskim, w gminie Drużbice.
W latach osiemdziesiątych XVIII w. miejscowość należała do wdowy po kasztelanie konarskim sieradzkim, Szymonie Zarembie.
Za Królestwa Polskiego istniała gmina Bukowie.
W latach 1975–1998 miejscowość administracyjnie należała do województwa piotrkowskiego.

## Zabytki
Według rejestru zabytków Narodowego Instytutu Dziedzictwa na listę zabytków wpisane są obiekty:
- zespół dworski, 1 poł. XIX w.:
  - dwór, nr rej.: 168 z 26.05.1967
  - park, nr rej.: 334 z 16.03.1984